# Pavao Bilinić
Pavao Bilinić  (Split, 1860. – Zagreb, 1954.), bio je hrvatski klesar, kipar i graditelj, u čijoj su splitskoj radionici svoja rana zanatska i umjetnička iskustva stjecali Toma Rosandić i Ivan Meštrović.

## Životopis
Bilinić je klesarski zanat izučio kod Talijana Francesca Montia, te je otvorio radionicu koja je djelovala na splitskome Lučcu.
Oženivši kćer arhitekta Emila Vecchietija, po njegovim nacrtima, nacrtima arhitekta A. Bezića, kao i svoje supruge Regine izvodi brojne arhitektonske i klesarske radove (oltare, nadgrobne spomenike i arhitektonsku dekoraciju) diljem Dalmacije. 
Radionica je funkcionirala kao učilište, jer su na složenijim izvedbama surađivali i školovani kipari (Arturo Ferraroni i dr.).
Od 1899. do 1903. radionica je bila angažirana na restauriranju i izradi kopija kiparskih uresa 4. i 5. kata Splitske katedrale.